# Sparkasse Essen
Die Sparkasse Essen ist eine öffentlich-rechtliche Sparkasse mit Sitz in Essen. Ihr Geschäftsgebiet ist die Stadt Essen.

## Geschichte

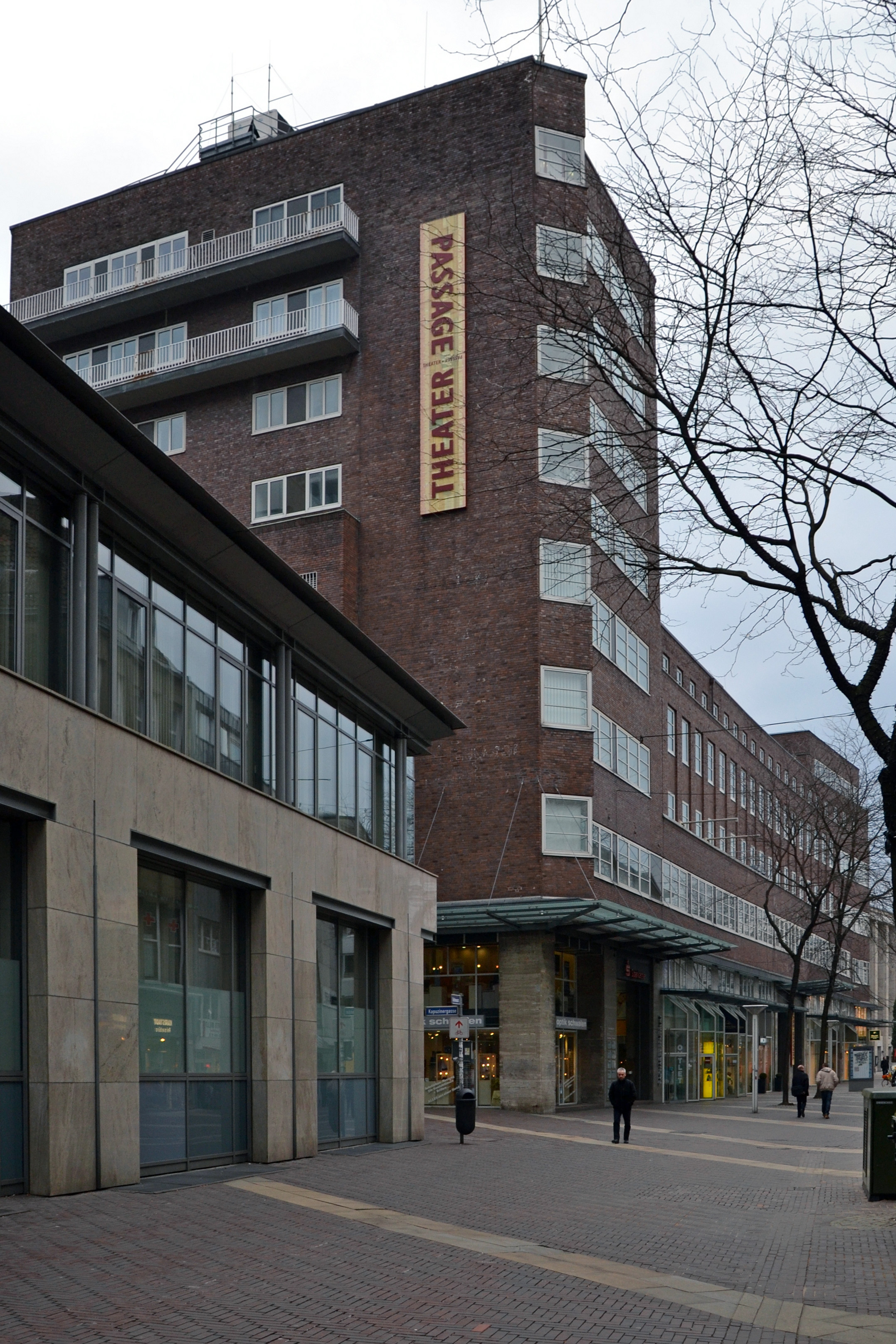
Ehemaliges Sparkassengebäude an der Rathenaustraße, 2013

Im heutigen Essener Raum entstanden zwischen 1839 und 1925 21 Sparkassen. Zu den ersten Gründungen zählten neben Werden (1842) und Kettwig (1842) auch die Sparkasse Essen. Sie wurde durch den Essener Bürgermeister Bertram Pfeiffer gegründet und erhielt am 20. Januar 1841 die staatliche Gründungsurkunde. Zu den Gründungsmitgliedern gehörte auch Heinrich Theodor Sölling, der von 1851 bis 1866 Vorstandsvorsitzender der Sparkasse Essen war. Ihm folgte in diesem Amt von 1866 bis 1889 Friedrich August Christian Sölling. Im Gründungsjahr hatte die noch unbedeutende Kleinstadt Essen rund 6500 Einwohner. Doch durch technische Erfolge im Steinkohlenbergbau, wie beispielsweise das erstmalige Durchbrechen der Mergelgrenze in Essen auf Zeche Graf Beust ein Jahr zuvor und das Aufstreben der Krupp-Gussstahlfabrik, befand man sich in der Frühindustrialisierung. Im ersten Jahr des Bestehens der Sparkasse gab es 43 Sparer, 16 Jahre später existierten bereits 3150 Sparbücher, wobei sich die Bevölkerung in dieser Zeit auf 20.000 Einwohner verdreifacht hatte. Da es noch keine Sozialsysteme gab, war das Sparen der Bürger für die Stadt von Interesse, denn dann konnten sie der Gemeindekasse nicht so schnell zur Last fallen. Andererseits konnte mithilfe der Sparkasse der stark angestiegene Wohnungsbau, der Ausbau der städtischen Infrastruktur und der industrielle Mittelstand finanziert werden.
Die Sparkasse hatte ihren Sitz zunächst im alten Rathaus, das sich gegenüber der Marktkirche, an der Südseite des alten Flachsmarktes an der Ecke zur Kettwiger Straße befand. Es war 1840 errichtet und 1878 durch das größere Rathaus von Peter Zindel an gleicher Stelle ersetzt worden. Doch vorher zog die Sparkasse in ihr erstes eigenes Gebäude am Theaterplatz/Ecke II. Hagen. Zur Zeit von Inflation und Börsencrash ließ die Sparkasse Ende der 1920er Jahre durch den Architekten Georg Metzendorf an der Rathenaustraße ein repräsentatives, großes Backstein-Gebäude errichten, das dort noch heute in veränderter Form und umgenutzt besteht. Es wurde 1985 in die Denkmalliste der Stadt Essen eingetragen. 1975 folgte schließlich der heutige, dritte Neubau für die Sparkassenzentrale am III. Hagen.
Aus verschiedenen Eingemeindungen einzelner Gemeinden des Essener Landkreises in die Stadt Essen resultierte die Fusion der Gemeindesparkassen mit der heutigen Sparkasse Essen. Die bisher selbstständigen Institute wurden als Zweigstellen der Sparkasse Essen weiter geführt. Die jüngste Übernahme erfolgte 1976 im Zuge der Eingemeindung Kettwigs.

## Organisationsstruktur
Die Sparkasse Essen ist eine Anstalt des öffentlichen Rechts. Rechtsgrundlagen bilden das Sparkassengesetz Nordrhein-Westfalen und die durch den Verwaltungsrat der Sparkasse erlassene Satzung. Organe der Sparkasse sind der Verwaltungsrat und der Vorstand.
Mit ihren vielen Geschäftsstellen unterhält die Sparkasse Essen das dichteste Netz für Finanzdienstleistungen und Beratung in Essen. Die Sparkasse Essen ist einer der größten Arbeitgeber der Stadt.
Tochtergesellschaften sind die S-ProFinanz, die Versicherungsagentur der Sparkasse Essen und das S-Service-Center Essen, zuständig für Dienstleistungen im Bereich Marktfolge. Hinzu kommt die S Immobilien GmbH. Die Sparkasse Essen ist seit ihrer Gründung im Bereich Immobilienfinanzierung und -vermarktung tätig und verfügt über ein breites Spektrum an Know-how und Erfahrungen.
In der S-International-Rhein-Ruhr mit Sitz in Essen bündelt die Sparkasse Essen gemeinsam mit 20 weiteren Sparkassen an Rhein und Ruhr das Auslandsgeschäft für mittelständische Unternehmenskunden.

## Beteiligungen
S-International Rhein-Ruhr GmbH, Essen: 34,3 %
Rheinischer Sparkassen- und Giroverband, Düsseldorf: 5,4 %
Allbau GmbH, Essen: 15 %
Erwerbsgesellschaft der S-Finanzgruppe mbH & Co. KG, Neuhardenberg: 0,8 %
S-ProFinanz Vermittlungsgesellschaft mbH, Essen: 100 %
S-Immobilien GmbH der Sparkasse Essen, Essen: 100 %

## Stiftungen der Sparkasse Essen
Die Sparkasse Essen hat fünf Stiftungen ins Leben gerufen, die als Impulsgeber, Projektträger oder Förderer dabei helfen, sich den Herausforderungen, die sich dem Gemeinwesen durch Finanznöte stellen, zu meistern. Mit der Stiftung Alten-, Behinderten- und Jugendförderung (gegründet 1978), der Sportstiftung (gegründet 1999), Philharmonie-Stiftung (gegründet 2004) und „Gut für Essen“-Stiftung (gegründet 2012) unterstützt sie kleine und große Projekte aus unterschiedlichen Bereichen des Alltagslebens. Sie alle jedoch eint der gemeinnützige Zweck und das Engagement für mehr Lebensqualität.
Die Stiftung Alten-, Behinderten- und Jugendförderung hat seit ihrer Gründung Fördermittel im Gegenwert von 43 Mio. € z. B. für den Bau von Wohn- und Werkstätten für Behinderte oder zur Bekämpfung von Jugendarbeitslosigkeit geleistet. Die jüngste der fünf Stiftungen der Sparkasse Essen ist die Nachhaltigkeitsstiftung. Sie hat im Oktober 2023 ihre Arbeit aufgenommen und soll nachhaltige Projekte in den Dimensionen der ESG-Kriterien fördern.

## Geschäftsausrichtung und Geschäftserfolg
Die Sparkasse Essen betreibt als Sparkasse das Universalbankgeschäft. Sie ist Marktführer in Essen im Privat- und Firmenkundengeschäft. Die Sparkasse Essen wies im Geschäftsjahr 2023 eine Bilanzsumme von 9,757 Mrd. Euro aus und verfügte über Kundeneinlagen von 7,46 Mrd. Euro. Gemäß der Sparkassenrangliste 2023 liegt sie nach Bilanzsumme auf Rang 30. Sie unterhält 37 Filialen/Selbstbedienungsstandorte und beschäftigt 1.202 Mitarbeiter.
Im Verbundgeschäft arbeitet die Sparkasse Essen mit der Provinzial Rheinland Versicherung, der LBS, der DekaBank, dem S Broker, der Landesbank Hessen-Thüringen und der Deutschen Leasing zusammen.